# 五味彰
五味 彰（ごみ あきら、1914年5月29日 - 1991年11月6日）は、日本の実業家。北海道拓殖銀行頭取を務めた。

## 経歴
北海道出身。1935年に小樽高等商業学校を卒業し、同年に北海道拓殖銀行に入行。取締役、東京支店長、常務、副頭取を経て、1977年10月に東条猛猪の後任として頭取に就任した。拓銀にとって、永田昌綽以来30年ぶりの生え抜き出身の頭取であった。1983年から会長を務めた。
北海道経済連合会副会長や札幌エレクトロニクスセンター理事長を歴任した。
1991年11月6日、心不全のために死去。77歳没。